# Da 5 Bloods : Frères de sang
Pour plus de détails, voir Fiche technique et Distribution.
Da 5 Bloods : Frères de sang (Da 5 Bloods) est un film de guerre dramatique américain réalisé par Spike Lee et sorti en 2020. Il est diffusé exclusivement sur Netflix.
Le film est globalement bien accueilli par la critique, qui plébiscitent notamment les performances de Delroy Lindo et Chadwick Boseman. De nombreux journalistes pensent que c'est l'un des meilleurs films du cinéaste. Da 5 Bloods reçoit plusieurs distinctions dont une nomination à l'Oscar de la meilleure musique de film en 2021 et figure dans le Top 10 du National Board of Review.

## Synopsis
Durant la guerre du Viêt Nam, cinq soldats Afro-Américains de la 1re division d'infanterie — Paul, Otis, Eddie, Melvin et leur chef Norman — doivent sécuriser la zone du crash d'un avion de la CIA. Durant la mission, ils découvrent un stock d'or destiné au peuple Lahu pour lutter contre le front national de libération du Sud Viêt Nam. Les cinq hommes, qui se surnomment les Bloods, décident de garder l'or pour eux et le cachent. Durant un affrontement, Norman est tué. Après un bombardement au napalm, les quatre soldats ne parviennent pas à localiser l'emplacement du magot ni le corps de Norman.
Des années plus tard, les quatre vétérans se retrouvent à Hô Chi Minh-Ville car des informations ont été dévoilées et pourraient permettre de localiser la zone. Au Viêt Nam, Otis retrouve sa petite amie de l'époque, Tiên. Cette dernière présente les Bloods à l'homme d'affaires français Desroche qui va les aider à localiser leur « trésor de guerre ». Les quatre anciens soldats sont par ailleurs rejoints par David, le fils de Paul, qui entretient une relation conflictuelle avec son père qui souffre de trouble de stress post-traumatique. Les Bloods vont alors retourner dans la jungle du Viêt Nam et se rendre compte des ravages causés par la guerre.

## Fiche technique
Sauf indication contraire, les informations mentionnées dans cette section peuvent être confirmées par la base de données cinématographiques IMDb,  présente dans la section « Liens externes ».
- Titre original : Da 5 Bloods
- Titre français : Da 5 Bloods : Frères de sang
- Réalisation : Spike Lee
- Scénario : Spike Lee et Kevin Willmott, d'après une idée originale de Danny Bilson et Paul De Meo
- Direction artistique : Jeremy Woolsey
- Décors : Wynn Thomas
- Costumes : Donna Berwick
- Photographie : Newton Thomas Sigel
- Montage : Adam Gough
- Musique : Terence Blanchard
- Production : Jon Kilik, Spike Lee, Beatriz Levin et Lloyd Levin
  - Production exécutive : Mike Bundlie et Barry Levine
- Société de production : 40 Acres & A Mule Filmworks
- Société de distribution : Netflix
- Pays de production:  États-Unis
- Langues originales : anglais et vietnamien
- Format : couleur et archives en noir et blanc - 2.39:1 et 4/3 pour les scènes dans le passé - 35 mm - son Dolby Atmos
- Durée : 154 minutes
- Genre : drame, guerre
- Date de sortie : 12 juin 2020 (sur Netflix)

## Distribution
- Delroy Lindo (VF : Frantz Confiac) : Paul
- Jonathan Majors (VF : Jean-Baptiste Anoumon) : David
- Clarke Peters (VF : Greg Germain) : Otis
- Norm Lewis (VF : Rody Benghezala) : Eddie
- Isiah Whitlock Jr. (VF : Gérard Dessalles) : Melvin
- Chadwick Boseman (VF : Namakan Koné) : Norman
- Jean Reno (VF : lui-même) : Desroches
- Mélanie Thierry (VF : elle-même) : Hedy Bouvier
- Paul Walter Hauser (VF : Christophe Lemoine) : Simon
- Jasper Pääkkönen (VF : Vincent Barazzoni) : Seppo
- Veronica Ngo (VF : Julie Turin) : Hanoi Hannah
- Alexander Winters : Joe
- Devin Rumer : le capitaine Hill
- Casey Clark : Vito
- Johnny Tri Nguyen (VF : Stéphane Fourreau) : Vinh Tran
- Mohamed Ali : lui-même (images d'archives)
- Kwame Ture : lui-même (images d'archives)
- Richard Nixon : lui-même (images d'archives)
- Bobby Seale :  : lui-même (images d'archives)
- Lyndon B. Johnson : lui-même (images d'archives)
- Donald Trump : lui-même (images d'archives)
- Angela Davis : elle-même (images d'archives)

## Production

### Genèse et développement
Au départ, le projet est intitulé The Last Tour et est écrit par Danny Bilson et Paul DeMeo. Oliver Stone est un temps prévu comme réalisateur. Le producteur pense ensuite à Spike Lee, après avoir lu dans une interview qu'il était fan du film Le Trésor de la Sierra Madre (1948). Le producteur voit dans ce projet un lien avec le film de John Huston. En janvier 2019, Spike Lee est donc confirmé sur le film, rebaptisé Da 5 Bloods. Le réalisateur va par ailleurs réécrire le script avec Kevin Willmott. Les deux hommes avaient déjà collaboré sur le script du précédent film de Spike Lee, BlacKkKlansman : J'ai infiltré le Ku Klux Klan. Spike Lee décide de modifier les personnages principaux et d'en faire des soldats Afro-Américains.
Samuel L. Jackson, Giancarlo Esposito et Don Cheadle sont envisagés pour l'un des rôles principaux. Un mois plus tard, il est annoncé que Netflix distribuera le film, avec Chadwick Boseman, Delroy Lindo et Jean Reno dans les rôles principaux. En mars 2019, Paul Walter Hauser, Clarke Peters, Isiah Whitlock Jr., Norm Lewis, Mélanie Thierry ou encore Jasper Pääkkönen rejoignent la distribution,. La présence de Giancarlo Esposito est ensuite officiellement confirmée. Toutefois, celui-ci ne figure pas au montage final.

### Tournage
Le tournage débute le 23 mars 2019. Il a lieu au Viêt Nam et en Thaïlande.

### Musique
La musique du film est composée par Terence Blanchard, fidèle collaborateur de Spike Lee. Le film contient par ailleurs plusieurs chansons de l'album What's Going On de Marvin Gaye. On peut également entendre Bring the Boys Home de Freda Payne, I'm Coming Home des Spinners, Time Has Come Today des Chambers Brothers, (Don't Worry) If There's a Hell Below, We're All Going to Go de Curtis Mayfield ou encore la Chevauchée des Walkyries de Richard Wagner.

## Accueil critique
Le film reçoit des critiques plutôt positives. Sur l'agrégateur américain Rotten Tomatoes, il récolte 92 % d'opinions favorables pour 183 critiques et une note moyenne de 7,97⁄10. Sur Metacritic, il obtient une note moyenne de 81⁄100 pour 43 critiques. En France, le film obtient une note moyenne de 3,4⁄5 sur le site AlloCiné, qui recense 7 titres de presse.
Du côté des avis positifs, Alexandre Janowiak écrit sur le site Écran Large : « Da 5 Bloods est parfois maladroit et grossier dans son propos, mais est assurément le film le plus inspiré, ambitieux et hardi de Spike Lee depuis des années. » Philippe Guedj du Point abonde : « Malgré quelques maladresses, Da 5 Bloods se révèle efficace et humaniste lors d'un émouvant final, tout en tirant à vue sur une thématique chère à l'auteur : la tragique histoire des Noirs aux États-Unis, de l'esclavagisme aux émeutes des années 1960 en passant par la ségrégation et leur sacrifice au Vietnam. »
Certains journalistes émettent un avis négatif, à l'instar de Bruno Deruisseau dans Les Inrockuptibles : « Objet bâclé et trop tortueux, Da 5 Bloods voit sa satire se mordre la queue et s'émousser à force de trop se moquer d'elle-même, de ses personnages et de son spectateur. » Dans Télérama, Samuel Douhaire juge que le film, « trop long et poussif », « ne convainc qu'à moitié ».

## Clins d’œil
- À leur arrivée au Vietnam, les quatre amis participent à une soirée « Apocalypse now ». Apocalypse Now est l'un des plus célèbres film sur la guerre du Viêt Nam sorti en 1979. On peut par ailleurs entendre plus tard dans le film la Chevauchée des Walkyries de Richard Wagner, tout comme dans le film de Francis Ford Coppola.
- Les prénoms des cinq hommes sont Paul, Melvin, Otis, Eddie et David, soit les prénoms des membres du groupe The Temptations[1].

## Distinction principales
(en) Récompenses pour Da 5 Bloods : Frères de sang sur l’Internet Movie Database

### Récompenses
- National Board of Review Awards 2021 : meilleur film, meilleur réalisateur, meilleure distribution et Top 10 de l'année
- American Film Institute Awards 2021 : film de l'année
- Satellite Awards 2O21 : meilleur acteur dans un second rôle pour Chadwick Boseman

### Nomination
- Oscars 2021 : meilleure musique de film
- British Academy Film Awards 2021 : meilleur acteur dans un second rôle pour Clarke Peters
- Screen Actors Guild Awards 2021 : meilleur acteur dans un second rôle pour Chadwick Boseman, meilleure distribution et meilleure équipe de cascadeurs
- Saturn Awards 2021 : meilleur thriller et meilleur acteur pour Delroy Lindo